# Zankor
Zankor – ruiny starożytnego miasta w dzisiejszym Sudanie. Znajdują się ok. 5 km na zachód od Wadi al-Malik w regionie Kordofan.
Budowle tego miasta zbudowano częściowo z kamienia, a po części z surowej cegły. Centrum miasta otacza okrągły mur obronny o średnicy około 300 m. Poza murami miasta znajduje się przedmieście o powierzchni około 4 km², które częściowo jest również obwarowane murami. Miasto prawdopodobnie przeżywało okres rozkwitu w czasach meroickich, aczkolwiek własny styl zdobnictwa ceramiki wskazuje, że miasto było dość niezależne od dominującej kultury Doliny Nilu.
Obecnie nie ma dowodów na późniejsze osadnictwo na terenie miasta. Jednakże rozległe cmentarzyska kurhanowe datowane nawet na XIII-XIV wieku n.e. są dowodem zasiedlenia tych okolic aż do średniowiecza.
Ruiny miasta odkryte zostały w 1924 roku przez brytyjskiego urzędnika A.E.D. Penna. Systematyczne wykopaliska miały jednakże miejsce dopiero od 2002 do 2005 roku. Kierowała nimi Bridget Gratien.